# Vụ ám sát Kim Jong-nam
Vụ ám sát Kim Jong-nam xảy ra vào ngày 13 tháng 2 năm 2017 khi ông bị tấn công bằng chất độc thần kinh VX tại sân bay quốc tế Kuala Lumpur, Malaysia. Kim Jong-nam là con trai cả của nhà lãnh đạo Triều Tiên Kim Jong-il và là anh em cùng cha khác mẹ của Kim Jong-un.
Bốn nghi phạm Triều Tiên rời sân bay ngay sau vụ ám sát và tới Bình Nhưỡng mà không bị bắt. Một nghi phạm người Triều Tiên khác bị giam giữ nhưng được phóng thích sau đó do không đủ bằng chứng kết tội. Hai người phụ nữ gồm một người Việt Nam và một người Indonesia bị buộc tội giết người. Họ khai nhận tưởng đây là một phần của trò đùa trên TV. Năm 2019, tội danh giết người được loại bỏ. Người phụ nữ Việt Nam, Đoàn Thị Hương, đã thú nhận tội "vô ý gây tổn thương bằng vũ khí hoặc phương tiện nguy hiểm" và bị kết án ba năm bốn tháng. Nhà phân tích Jung H. Pak thuộc Viện Brookings cho rằng Kim Jong-nam có khả năng bị sát hại theo lệnh của Kim Jong-un.